# Artefacto de Kingoodie

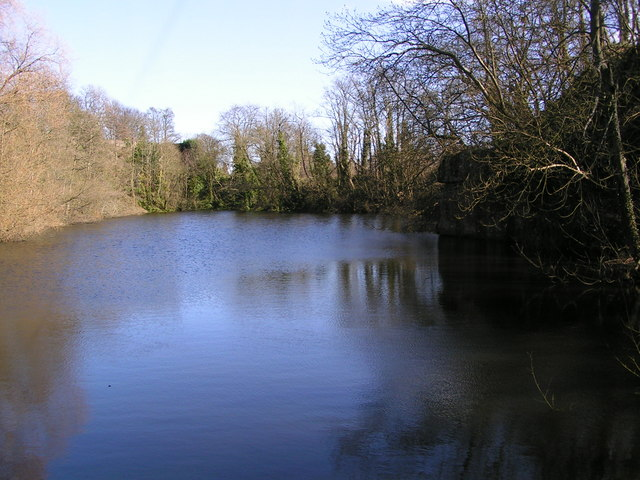
Lugar donde se encontró el artefacto.

El artefacto de Kingoodie (también llamado martillo de Kingoodie) es un objeto con las características de un clavo de hierro corroído, hallado en 1844 dentro de un bloque de arenisca en la Cantera Kingoodie, en Kingoodie, Escocia.

## Descubrimiento
David Brewster reportó a la Asociación Británica para el Avance de la Ciencia que el clavo fue encontrado cuando un bloque de piedra estaba siendo preparado para su trituración. El clavo fue descubierto cuando se retiró la arcilla que cubría a la piedra, con 12,7 mm (0.50 pulgada) incrustados en la arcilla y el resto del clavo yaciendo a lo largo de la superficie de la piedra, a una pulgada de su cabeza que estaba contra la piedra. No se sabe de qué parte de la cantera provino la piedra, siendo manipulada al menos cuatro o cinco veces entre su hallazgo en la cantera y el transporte al lugar donde fue preparada. 141 años después en el año 1985, el Dr. A. W. Medd del British Geological Survey sostuvo que la piedra en la que se halló el artefacto era  antiquísima arenisca roja (Devónico, entre 360 y 408 millones de años).[cita requerida]
Si esta datación fuese correcta, la situaría cientos de millones de años (entre 356 y 404 millones) antes de la aparición del hombre en la Tierra. Por esta razón, se considera al artefacto de Kingoodie un "Artefacto fuera de su tiempo".

## Escepticismo
Sin embargo, hay pocas referencias a este artefacto y los misterios que rodean a su descubrimiento eran típicos para el siglo XIX. La mayoría de tales misterios fueron resueltos en el siglo XX.